# Coupe de Tunisie de football 1931-1932
Navigation
Coupe de Tunisie 1930-1931 Coupe de Tunisie 1932-1933
La Coupe de Tunisie de football 1931-1932 est la 8e édition de la coupe de Tunisie, une compétition à élimination directe mettant aux prises l’ensemble des clubs évoluant en Tunisie et engagés dans cette épreuve.
Elle est organisée par la Ligue de Tunisie de football (LTFA).

## Résultats

### Tour préliminaire
- Sporting Club de Gafsa bat Gazelle sportive de Moularès

### Premier tour éliminatoire
- Sporting Club de Gafsa bat Gaieté de Philippe Thomas (Métlaoui)
- Caprera de Sfax bat Club tunisien
- Club athlétique bizertin bat Audace de Bizerte
- Union goulettoise - Savoia de La Goulette : 2 - 1
- Espérance sportive - Effort sportif :  5 - 0
- Jeunesse de Hammam Lif - Club athlétique de La Marsa : 1 - 0
- Football Club sioniste - Juventus de Mégrine : 3 - 2
- Club sportif gabésien - Sion Club (Sfax) : 3 - 2
- Étoile sportive du Sahel - Stade kairouanais : 3 - 0

### Deuxième tour
| Équipe 1                                      | Équipe 2                                   | Score 90'                                        |
| Union sportive tunisienne                     | -                                          | Qualifié d'office en tant que détenteur du titre |
| Football Club bizertin                        | -                                          | Qualifié par tirage au sort                      |
| Sporting Club de Tunis                        | Union goulettoise                          | 7 - 2                                            |
| Red Star de Sousse                            | Maccabi de Sousse                          | 3 - 1                                            |
| Caprera de Sfax                               | Sfax railway sport                         | 3 - 2                                            |
| Métlaoui Sport                                | Sporting Club de Gafsa                     | 4 - 1                                            |
| Kram olympique-Football Club du Kram (réunis) | Club africain                              | 3 - 2                                            |
| Stade gaulois                                 | Avant-garde de Tunis                       | 3 - 0                                            |
| Étoile sportive du Sahel                      | Union sportive patriote-cheminots (Sousse) | 1 - 1 puis 1 - 0                                 |
| Sporting Club ferryvillois                    | Club athlétique bizertin                   | 4 - 0                                            |
| Racing Club de Tunis                          | Club sportif des cheminots                 | 3 - 2                                            |
| Union sportive béjoise                        | Stade sportif de Bou Arada                 | Victoire de l'USB                                |
| Jeunesse de Hammam Lif                        | Football Club sioniste                     | Victoire de JHL                                  |
| Sfax olympique                                | Club sportif gabésien                      | 5 - 4                                            |
| Italia de Tunis                               | L'Occidentale                              | 4 - 0                                            |
| Lutins de Tunis                               | Espérance sportive                         | Victoire des Lutins                              |

### Huitièmes de finale
| Équipe 1                   | Équipe 2                                      | Score 90' |
| Racing Club de Tunis       | Étoile sportive du Sahel                      | 3 - 0     |
| Union sportive tunisienne  | Italia de Tunis                               | 2 - 1     |
| Red Star de Sousse         | Sfax olympique                                | 4 - 1     |
| Sporting Club de Tunis     | Union sportive béjoise                        | 2 - 1     |
| Sporting Club ferryvillois | Football Club bizertin                        | 1 - 0     |
| Caprera de Sfax            | Métlaoui Sport                                | 1 - 0     |
| Lutins de Tunis            | Jeunesse de Hammam Lif                        | 2 - 1     |
| Stade gaulois              | Kram olympique-Football Club du Kram (réunis) | 2 - 1     |

### Quarts de finale
| Équipe 1                   | Équipe 2           | Score 90' |
| Racing Club de Tunis       | Stade gaulois      | 4 - 0     |
| Sporting Club ferryvillois | Caprera de Sfax    | 3 - 0     |
| Sporting Club de Tunis     | Red Star de Sousse | 4 - 2     |
| Union sportive tunisienne  | Lutins de Tunis    | 3 - 0     |

### Demi-finales
| Équipe 1                   | Équipe 2                  | Score 90' |
| Racing Club de Tunis       | Union sportive tunisienne | 3 - 2     |
| Sporting Club ferryvillois | Sporting Club de Tunis    | 3 - 1     |

### Finale
| Équipe 1             | Équipe 2                   | Score 90' |
| Racing Club de Tunis | Sporting Club ferryvillois | 1 - 1     |
| Racing Club de Tunis | Sporting Club ferryvillois | 5 - 0     |

## Source
- La Dépêche tunisienne, rubrique « Sports », 1931-1932.